# ʿAqīda
La ʿAqīda (o ʿAqīdah, in arabo عقيدة‎?, plurale: عقائد ʿaqāʾid) è un termine arabo che indica i vari aspetti della fede islamica così come devono esprimerla i buoni musulmani.
 
Qualsiasi sistema di credenza religiosa, o credo, può essere considerato un esempio di ʿaqīda. Tuttavia, questo termine ha assunto per antonomasia, nella storia e nella teologia islamica, tutto l'insieme delle materie che i musulmani considerano fondamentali alla stregua dei dogmi. Letteralmente, la parola ʿaqīda deriva dalla radice triconsonantica "<A-Q-D>", che significa "legare" o "annodare".
I musulmani enumerano il loro credo per includere i sei articoli di fede (chiamati arkān al-Īmān). Vi è un consenso sugli elementi di questo credo in tutti gli aspetti in cui sono chiaramente articolati nel Corano. Mentre alcuni gruppi di musulmani possono avere credenze diverse per quanto riguarda gli attributi di Dio o lo scopo degli angeli, non ci sono controversie relative all'esistenza di Dio, che ha inviato la sua rivelazione attraverso messaggeri, e di cui l'uomo dopo la vita sarà tenuto a rendere conto (per essere premiato o punito).

## Sei articoli di fede
Nel ḥadīth di Gabriele, il profeta islamico Muḥammad, spiega: "La fede è affermare la vostra fede in Allah, nei Suoi Angeli, nei Suoi Libri, nei Suoi Messaggeri e nell'Ultimo giorno, e di credere nel destino divino, sia esso buono o cattivo."
I sei articoli di fede sunniti sono i seguenti:
1. La fede in Dio (Allah), l'unico degno di tutto il culto (tawḥīd).
2. La fede negli angeli (malāʾika).
3. Fede nei libri (Kutub) inviati da Allah[2] (compreso il Corano, Torah, Salmi, Vangelo e, con minore importanza, l'Avestā e i Veda).
4. La fede in tutti i Messaggeri (rusul) inviati da Allah (compreso Maometto, Gesù, Mosè, Abramo, Noè e Adamo)
5. La fede nel Giorno del Giudizio (Yawm al-Dīn, o Yawm al-qiyāma) e nella risurrezione (la resurrezione dei corpi dopo il Giorno del Giudizio).
6. Fede nel destino (qadar) parte della vita.

I primi cinque sono basati su diverse citazioni del Corano:
«Chi non crede in Dio e nei Suoi angeli e le Sue scritture e nei Suoi messaggeri e nell'Ultimo Giorno, è in verità fuori strada» [Corano 4:136]
«Chi è il nemico di Dio, dei Suoi Angeli, dei Suoi messaggeri, di Gabriele e di Michele! Poi, ecco! Dio è un nemico dei miscredenti» [Corano 2:98]
«... Giusto è colui che crede in Dio e nell'Ultimo Giorno e gli angeli e la Scrittura e dei profeti» [Corano 2:177]
«... I credenti hanno creduto in Dio e nei Suoi angeli e le sue scritture e nei Suoi messaggeri» [Corano 2:285]
Il sesto punto è entrato nel credo a causa della prima controversia teologica dell'Islam. Sebbene non collegato con i rapporti tra alidi e non alidi (più tardi sciiti e sunniti) circa la successione, la maggior parte degli sciiti duodecimani non indica il potere senza limiti di Dio (qadar), quanto piuttosto la sua giustizia infinita (ʿadl) come sesto punto della fede. Questo non significa né che i sunniti negano la sua giustizia né che gli sciiti negano il Suo potere, ma riflette semplicemente una differenza di accento.
Sia per i sunniti che per gli sciiti, con Īmān letteralmente si intende "avere fede in sei articoli". Tuttavia l'importanza dell'Īmān si basa sulla ragione. L'Islam afferma esplicitamente che la fede deve essere basata su ciò che può essere provato con facoltà di intendere e di volere.
C'è una nota breve formula di fede che riassume gli articoli di fede, chiamata Āmantu («Io credo», cfr. Credo). Il testo (in una delle versioni leggermente diverse), seguito dalla shahāda è:
«Credo in un unico Dio (Allah), nei Suoi Angeli, nei Suoi Libri, nei Suoi Messaggeri e nell'Ultimo Giorno, e nel destino proveniente da Dio, che si tratti di buona o cattiva sorte, e che la risurrezione dopo la morte è vera. Io testimonio che non c'è dio se non Dio (Allah), e testimonio che Muḥammad è il Suo servo e il Suo Messaggero. »
La formula Āmantu a volte è scritta nella forma calligrafica a forma di "nave di salvezza" (safīnat al-Najat) o, in turco, Âmentü gemisi, la "nave Āmantu".